# Satyricon (Petron)

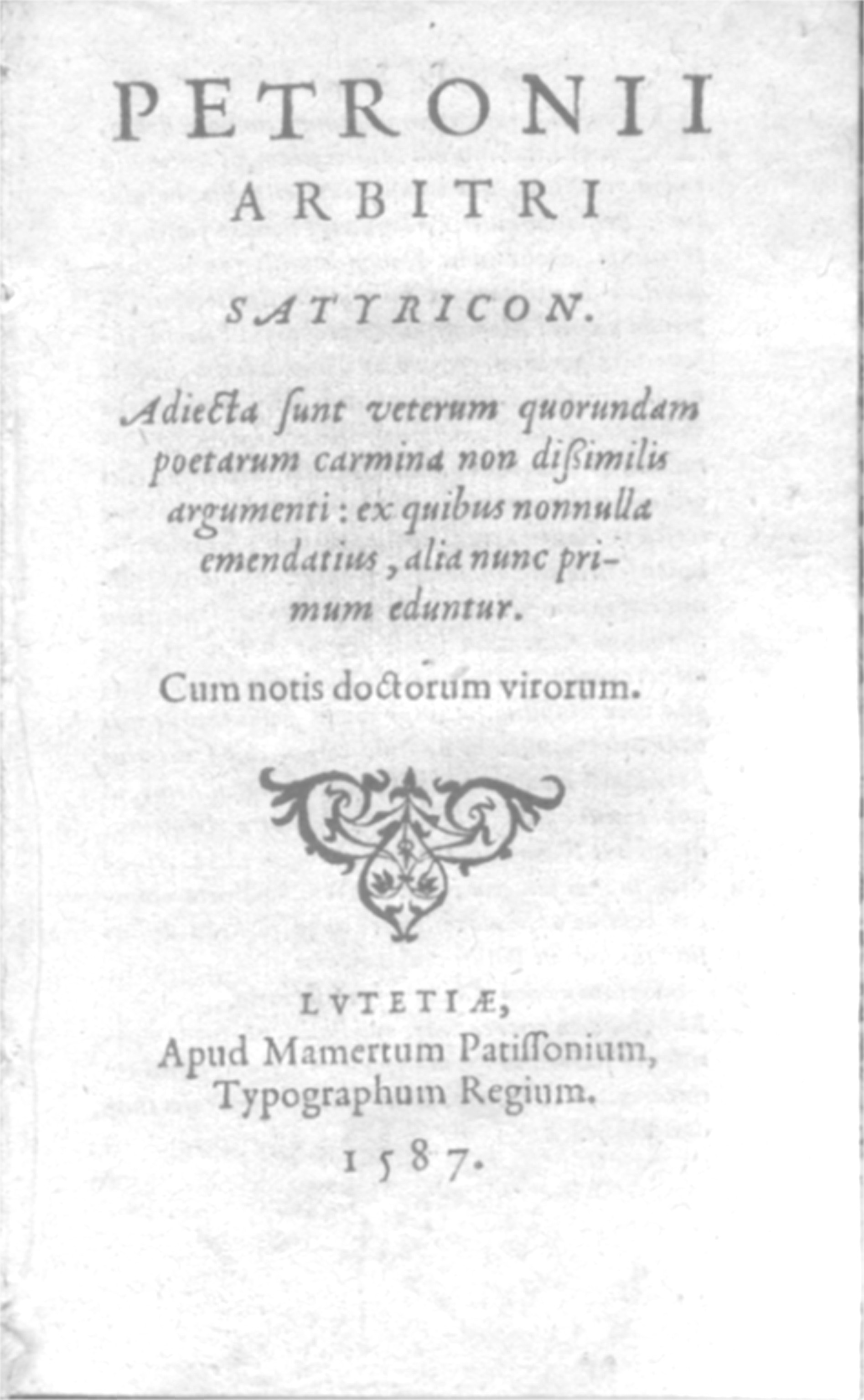
Die Satyricon-Ausgabe von Pierre Pithou, Paris 1587

Satyricon oder Satyrikon ist ein nur in Teilen erhaltener satirischer Roman von Titus Petronius Arbiter (um 14–66 n. Chr.) in lateinischer Sprache, der zur Zeit Neros erschien.

## Werk

### Entstehungszeit
Entstehungszeit und die Identität des Autors mit dem bei Tacitus erwähnten Petronius waren seit der Wiederentdeckung in der Renaissance lange umstritten. Die vorgeschlagene Spanne reicht von der Zeit unter Augustus (G. C. Giardina 1972) bis zur Identifizierung des Petronius Arbiter mit dem Bischof von Bologna im 5. Jahrhundert (Goldast 1610).
Die äußeren Zeugnisse beweisen, dass das Satyricon vor dem Jahr 200 entstanden sein muss, denn Terentianus Maurus, der an der Wende des 2. zum 3. Jahrhundert lebte, zitierte ausführlich aus zwei Gedichten des Petronius (Fr 19 und 20). Um dieselbe Zeit zitiert auch der Grammatiker Caper eine Stelle des Satyricon. Doch die wahrscheinliche Verwendung einzelner Bonmots bei Statius († 96) und Martial († 103) legt nahe, dass das Satyricon bereits am Ende des 1. Jahrhunderts vorlag.
Heute herrscht über beide Fragen weitestgehend Einigkeit. Insbesondere die grundlegende Arbeit von Kenneth F. C. Rose hat gezeigt, wie eng Petrons Satyricon mit der Zeit Neros verbunden ist. Auch konnte für das Werk des Petronius Arbiter nie ein passenderer Autor namhaft gemacht werden als eben Titus Petronius, der arbiter elegantiae Neros.

### Titel
Der älteste Zeuge für den Werktitel, Gaius Marius Victorinus (* zwischen 281 und 291; † nach 363), und die ältesten Handschriften nennen das Werk übereinstimmend lediglich Satyricon. Der Name hängt möglicherweise mit den griechischen Satyrspielen zusammen, wahrscheinlicher ist jedoch die Verwandtschaft zum lateinischen Wort satura lanx. Dieses bezeichnet eine Schüssel, welche mit Obst gefüllt ist, das der Ceres geopfert wurde. Die verschiedenen Früchte weisen auf die ursprüngliche thematische Vielfalt von Satiren hin.
Zwar wurde der Titel schon zu Satyricon libri ergänzt, andere vermuten in Analogie zu den griechischen Liebesromanen (z. B. die Aithiopiká des Heliodor) als Originaltitel Satyrica.
Möglich ist aber auch eine Verbindung mit icon („Bild“). In Unkenntnis der eigentlichen Absicht Petrons sollte es daher bei dem überlieferten Titel Satyricon bleiben.

### Inhalt
Der erhaltene Teil beginnt mitten in einem Gespräch zwischen dem fahrenden Schüler Encolpius und seinem Lehrer Agamemnon über den Verfall der Redekunst. Es folgen eine Eifersuchtsszene mit Askyltos um den Knaben Giton, die Entsühnung der Priapuspriesterin Quartilla. In einer Villa in der Nähe von Cumae folgt das „Gastmahl des Trimalchio“ (lateinisch cena Trimalchionis), eines ungebildeten, neureichen Freigelassenen. Nach weiteren Eifersuchtsgeschichten begibt man sich auf eine turbulente Schifffahrt, bei der man die einst (in heute verlorenen Szenen) betrogenen Lichas und Tryphäna wiedertrifft. Nach einem Schiffbruch gibt sich der Dichter Eumolp in der nahen Stadt Croton als krank und vermögend aus, um von den Erbschleichern zu profitieren. Encolpius erleidet derweil eine schwere sexuelle Niederlage bei der Ortsschönheit Circe, von der er sich erst am Ende der Geschichte nach mühsamen Heilbehandlungen erholt. Das Werk endet mit dem Testament des Dichters Eumolp, der seinen Erben abverlangt, seine Leiche zu essen.
Eingestreut in den Text erscheinen dreiunddreißig Gedichte unterschiedlicher Länge. Kurze einzeilige Epigramme (Satyricon 58,8) stehen den Gedichten von Troia (Satyricon 89) und dem Bürgerkrieg (Satyricon 119–124) mit 295 Versen gegenüber.
Daneben finden sich an prägnanter Stelle vier kurze Vergil-Zitate.
Die Qualität von Petrons Gedichten wird hoch gerühmt. Der bekannte Philologe Stowasser zählt sie zu dem Besten, was jemals in lateinischer Sprache hervorgebracht wurde.

### Sprache und Stil
Das Werk wechselt nicht nur Prosa mit versgebundenen Partien ab (Menippeische Satire), auch die Reden der einzelnen Personen sind aufs genaueste den jeweiligen Sprechern und ihrer Situation angepasst. Die Virtuosität Petrons im Umgang mit der Stilhöhe hat immer wieder Bewunderung hervorgerufen.
Die im „Gastmahl“ geschilderten Gespräche der geladenen Gäste bilden mit ihrem offensichtlich hohen Naturalismus eine wichtige Quelle für das sogenannte Vulgärlatein. Hierbei ist zu berücksichtigen, dass auch die vulgärsprachlichen Partien in starkem Maße künstlerisch gestaltet sind.

### Originalität und literarische Vorlagen
Das Werk als Gesamtkomposition steht in mancherlei Hinsicht in der antiken Literatur einzigartig da.
Die erhaltenen Teile parodieren mehrere literarische Gattungen, z. B.:
- Die Odyssee: Wie Odysseus wird auch der Protagonist Encolpius von den Göttern verfolgt, hier allerdings von Priapus, dem Gott der Fruchtbarkeit, mit Impotenz geschlagen (zunächst ist seine dargestellte sexuelle Präferenz homosexuell, später heterosexuell).
- Die gängigen griechischen Liebesromane: Encolpius, ein Taugenichts und Schmarotzer, führt ein kompliziertes Dreiecksverhältnis mit dem kongenialen Ascyltos und dem ehemaligen Strichjungen Giton, wobei alle Beteiligten auch anderen Abenteuern nicht abgeneigt sind.
- Das zeitgenössische Epos: In zwei längeren Verspartien werden der römische Bürgerkrieg (in Anspielung auf Lukan) bzw. die Zerstörung Trojas (möglicherweise als Parodie auf ein entsprechendes Werk von Kaiser Nero) behandelt.

Daneben finden sich in bunter Folge eingestreut Erörterungen über den Verfall der Rhetorik, Novellen (Die Witwe von Ephesus, der Knabe von Pergamum), unglaubwürdige Gespenstergeschichten, Liebesbriefkarikaturen etc.

### Satirische Intention
Die eigentliche satirische Intention des Petronius ist bis heute von Rätseln umgeben. Von manchen wird das Satyricon für ein „vollkommen amoralisches Sittenbild“ gehalten. Andere konnten die für eine Satire typische Ermahnung nicht erkennen.
Auch wurde das Satyricon aufgrund der teils recht eindeutigen Szenen und seiner sexualisierten Symbolik oft als Pornographie oder Päderastie fehlinterpretiert. Übergreifendes Thema ist tatsächlich das wiederkehrende sexuelle „Scheitern“ der Hauptfigur Encolpius. Die Sexualität im Satyricon ist aber offenbar nur ein Bild für das generelle Scheitern der Protagonisten.
Sicher ist jedenfalls, dass das Satyricon nicht identisch ist mit dem bei Tacitus erwähnten Petronius-Testament, in dem dieser die Missbräuche Neros unter Angabe der Namen und des jeweiligen Schändungsalters aufzeichnete. Das umfangreiche Werk kann unmöglich an einem Tag geschrieben worden sein. Immerhin ist vermutet worden, dass Petronius in seinem Testament den Schlüssel (quasi die Klarnamen) zum Satyricon geliefert habe.
Aufgrund verschiedenster zum Teil deutlicher Anklänge lag es nahe, das Satyricon (insbesondere die Figur des Trimalchio) als Verspottung Neros zu deuten. Allerdings hätte dies kaum ungestraft erfolgen können. Neuerdings wird daher demgegenüber die These vertreten, dass nicht Nero, sondern die Nero-Imitatoren verspottet werden sollten. Weiterführend erscheint auch der Ansatz von Vasily Rudich, Petronius verwende in seinem Werk gezielt eine „strategische Ironie“, die es ihm in gefährlichem Umfeld erlaubt, systematisch jede Haltung zugleich einzunehmen und zurückzuweisen.

## Überlieferung

### Handschriften
Nur ein einziges, stark reduziertes Exemplar des Satyricon überlebte die Spätantike in der Benediktinerabtei in Fleury. Auch diese Handschrift (ω) ist heute nicht mehr erhalten. Sie enthielt aber offenbar die Bücher 14–16 des Satyricon, von ihr stammen praktisch alle anderen uns bekannten Petronius-Texte.
Die handschriftliche Überlieferung gliedert sich in vier Klassen:
- O: Die sogenannten „Kurzen Exzerpte“, bester Vertreter ist die älteste Handschrift, der Codex Bernensis 357 und der Codex Leidensis Vossianus 4° 30 (beide zusammen = „B“), angeblich aus der 2. Hälfte des 9. Jahrhunderts, daneben die Handschriften „R“ und „P“ mit ihren Nachfolgern.

Eine jüngere Handschriftengruppe dieser Exzerpte (δ, Renaissance-Handschriften des 15. Jahrhunderts) besteht aus zwei Untergruppen:
α: Handschriften A (Traguriensis, zusammen mit H, s. u.), E (Messanensis, 1848 verbrannt), I (Indianensis), F (Leid. Voss. O.81) und K (Vatic. lat. 1671)
ξ: Handschriften C D G Q J V W (letztere war Grundlage für den einflussreichen Druck von J. Sambucus 1565)
- L: Die sogenannten „Langen Exzerpte“, überliefert über die Codices Cujacianus und Benedictinus. Abkömmlinge des Bened. waren die Codices Memmianus und Dalecampianus. Keiner dieser Codices ist erhalten, die Rekonstruktion des L-Textes erfolgt über die Abschrift des Cod. Scaligeranus 61 (l), die Memmianus-Handschriften r, m und d (alle wohl in den 60/70er Jahren des 16. Jahrhunderts geschrieben) und die gedruckten Texte (Tournesius (t), Pithou (p)) mit ihren Hinweisen auf unterschiedliche Lesarten. Daneben finden sich ab 1562 einzelne kurze Zitate aus dem L-Text bei J. Cujas, P. Pithou, D. Lambin und anderen. Auch die bei Goldast 1610 gesammelten Kommentare zum Petrontext bieten einzelne interessante Lesarten, allerdings ist die Zuschreibung und Datierung diese Notae unsicher.
- H: Der Codex Paris. lat. 7989 olim Tragurensis, Die sogenannte Cena Trimalchionis (nur in einem Exemplar in Trau überliefert, Abschrift des vermutlich 1423 von Poggio in Köln entdeckten Exemplars, das ins 9. Jahrhundert datiert wird). Erstveröffentlichung Padua 1664.
- Φ: Die sogenannten Florilegia („Blütenlesen“), Zitatsammlungen aus dem 12.–14. Jahrhundert (Florilegium Gallicum) überliefert in mehr als 30 Codices. Bekanntester Vertreter ist der Nostredamensis 188 (= Cod. Paris. lat. 17903).

Eine gesonderte Betrachtung verdienen die verstreut überlieferten Fragmente aus dem verlorenen Teil des Satyricon (darunter die Handschriften X, Y und Z).

### Ursprünglicher Umfang
Aus den Buchzahlen der erhaltenen Teile (XIV–XVI) lässt sich unschwer schließen, dass das Werk ursprünglich einen sehr viel größeren Umfang gehabt haben muss.
Der Gesamtumfang wurde bislang meist auf etwa 1000 unserer heutigen Druckseiten geschätzt. Müller (1965, 409) hat gezeigt, dass die Metamorphosen des Apuleius, ein dem Satyricon vergleichbares Werk, im Mittel 25 unserer heutigen „Seiten“ je Buch enthielt, nur zwei Bücher haben 30 bzw. 34 Seiten. Daran gemessen hat allein die cena trimalchionis mit rund 53 „Seiten“ den Umfang von zwei mittleren Büchern bei Apuleius.
Der Umfang eines Buches fand lediglich in der Fassungskraft einer Buchrolle seine technologische Grenze. Aber die ist bei der Cena noch nicht erreicht, sie ist kürzer als das, was man in der Antike in ein „Buch“ hineinbekam.
Nimmt man die Cena nicht als Ausnahme, sondern als Regel, so ergibt sich tatsächlich ein Umfang von etwa 1000 Seiten, was aber immer als ungewöhnlich viel erschien.
Nimmt man hingegen an, dass die Cena das XV. Buch einnahm und die anderen Bücher mehr dem Standard bei Apuleius und dem griechischer Romane entsprachen, dann dürften die schätzungsweise 18 Bücher etwa 450–500 Seiten umfasst haben. Danach wäre immerhin etwa ein Drittel des ursprünglichen Textes erhalten geblieben.

### Fälschung und Rekonstruktion
Die Unvollständigkeit und Lückenhaftigkeit des Satyricon forderten immer wieder dazu auf, die fehlenden Teile zu ergänzen.
Die im Internet kursierende Liste von 35 Fragmenten Fragmenta Petroniana. FRAGMENTA PETRONII QVAE QVIBUS IN LOCIS REPONENDA SINT, INCERTVM EST. stammt in ihrem Kern aus dem Jahre 1610 („Erhard“-Edition, vmtl. ein Pseudonym für Melchior Goldast oder Michael Caspar Lundorp) und ist ein Produkt der im 17. Jahrhundert beginnenden Petronius-Manie, grob fehlerhaft und voller willkürlicher Fehlzuschreibungen. Vor einer unkritischen Weiterverbreitung dieser Fragmente muss dringend gewarnt werden.
Insbesondere im Gefolge der aufsehenerregenden Wiederentdeckung und Veröffentlichung der Cena Trimalchionis 1664 kam es zu einer verstärkten Suche nach weiteren Fragmenten.
Bekannt sind vor allem die (ursprünglich nicht für einen Betrug gedachten) Ergänzungen von Pierre Lignage de Vaucienne (um 1610 bis ca. 1681), die unter dem Namen seines Herausgebers Nodot (Rotterdam 1692) sofort große Aufmerksamkeit erlangten, weil Nodot sie als „echte Petroniusfragmente“ verkaufte. Der „Nodot-Text“ wird noch heute gern verwendet, um eine flüssig lesbare Handlung zu erzeugen.
Im Jahre 1800 erregte der hochbegabte Josef Marchena mit einem gefälschten Petronius-Fragment Aufsehen, das er in St. Gallen gefunden haben wollte.
1889 legte Elimar Klebs eine Studie vor, in der er die ira Priapi (Petron. 139, 2, 8) als Leitmotiv des Satyricon erklärte: „der Zorn des Priapus bedeutet für Encolpius Schicksale, was Poseidon’s Zorn für Odysseus, Hera’s für Herakles.“
Conrad Cichorius griff 1922 den Hinweis Franz Büchelers auf, dass ein Teil der Handlung in Massilia gespielt haben müsse, und schlug vor, diesen Ort als Ausgangspunkt der Geschichte anzusehen.
Den bislang gelungensten Versuch einer seriösen Rekonstruktion legte im Jahr 2004 Gottskalk Jensson vor.

## Rezeption
Das Werk ist so vielseitig und faszinierend, dass sich Generationen von Gelehrten und Künstlern immer wieder mit ihm befasst haben. Seit der Renaissance gab es erste Versuche, verschiedene Überlieferungen kritisch zu sichten. Seither hat das Satyricon die Phantasie der Gebildeten angeregt. Seit der Aufklärung sind die Bewunderer Petrons zahlreich, und sein Einfluss auf die moderne Literatur ist nicht zu unterschätzen.
Der Roman wurde 1969 von Federico Fellini verfilmt und kam in Deutschland unter dem Titel Fellinis Satyricon in die Kinos. Eine weitere Version erschien unter dem Titel Die Degenerierten.

## Ausgaben und Übersetzungen
Ältere Drucke
- 1482: Franciscus Puteolanus, Erstdruck Mailand (Nachdrucke Venedig 1499 und Paris 1520) (nur „O-Texte“)
- 1565: Johannes Sambucus, Antwerpen
- 1575: Tournaesius (Jean de Tournes) und Dionysius Lebeus-Batillius (Denis Lebey de Batilly) (erster „L-Text“)
- 1577: Pithoeus (Pierre Pithou) (2. Ausg. 1587) („L-“ und „O-Text“)
- 1596: Variorum-Ausgabe, Raphelengius, Leiden 1596
- 1610: „Georg Erhard“ (= Melchior Goldast), Frankfurt (2. Aufl. 1621)
- 1629: Theodore de Juges, Genf. Nachdruck der Goldast-Ausgabe, erste Ausgabe mit Kapitelzählung.
- 1664: Padua, Erstdruck der cena Trimalchionis („H“)
- 1669: Michael Hadrianides, Amsterdam (Erste Gesamtausgabe incl. cena Trim.)
- 1709: Petrus Burmannus Utrecht (Rhenum), (2. Ausg. Amsterdam 1743) mit umfangreicher Kommentarsammlung. (Nachdruck Hildesheim und New York 1974)
- 1773: Wilhelm Heinse „Begebenheiten des Enkolp“ „Rom“ (Schwobach b. Mitzlar) (erste deutsche Übersetzung)

Neuere Ausgaben (Auswahl)
- Franz Bücheler, Berlin 1862, die grundlegende wissenschaftliche Ausgabe (6. Aufl. von Heraeus Berlin 1922).
- Stephen Gaselee, Cambridge Facsimile Ausgabe der cena Trimalchionis.
- Martin S. Smith, Oxford 1975 (Cena Trimalchionis mit Kommentar)
- Petronii Arbitri Satyricon Reliquiae. Hrsg. Konrad Müller. Erweiterte und korrigierte Ausgabe der 4. Auflage von 1995. München und Leipzig 2003.
- Petronius:  Satyricon – ein antiker Schelmenroman, aus dem Lateinischen übersetzt und mit einem Nachwort versehen von Kurt Steinmann, Manesse Verlag, Zürich 2004, ISBN 3-7175-2050-4.
- Peter Habermehl: Petronius, Satyrica 79–141. Ein philologisch-literarischer Kommentar (= Texte und Kommentare. Band 27). Bisher 3 Teilbände, Walter de Gruyter, Berlin u. a. 2006–, ISBN 3-11-018533-4 (Band 1), ISBN 978-3-11-019109-7 (Band 2) und ISBN 978-3-11-058274-1 (Band 3).
- Petronius Arbiter: Satyrica. Übersetzt und herausgegeben von Karl-Wilhelm Weeber. Stuttgart: Reclam, 2018.

Maßgeblich für Frankreich sind die Ausgaben von Ernout (ab 1922), für Italien diejenigen von Cesareo/Terzaghi (ab 1950).